# Pheidole subaberrans
Pheidole subaberrans är en myrart som först beskrevs av Kusnezov 1952.  Pheidole subaberrans ingår i släktet Pheidole och familjen myror. Inga underarter finns listade i Catalogue of Life.